# 6498 Ko
A 6498 Ko (ideiglenes jelöléssel 1992 UJ4) a Naprendszer kisbolygóövében található aszteroida. Endate, K. és Vatanabe Kazuró fedezte fel 1992. október 26-án.